# Kanonenboot am Yangtse-Kiang
Kanonenboot am Yangtse-Kiang ist ein von Robert Wise inszeniertes Filmdrama aus dem Jahr 1966 nach dem gleichnamigen, 1962 erschienenen Roman von Richard McKenna. Es kam in den USA am 20. Dezember 1966 im Verleih der 20th Century Fox in die Kinos (in Deutschland am 23. März 1967).

## Handlung
Der Film spielt 1926 während des Chinesischen Bürgerkriegs. Maschinist Jake Holman wird vom Flaggschiff der US-Asienflotte auf das Fluss-Kanonenboot USS San Pablo der „Yangtse-River-Patrol“ versetzt. Er wehrt sich gegen die langweilige Routine auf dem Schiff. Holman soll die Arbeit an seinen geliebten Maschinen einem chinesischen „Kuli“ überlassen. Der von ihm angelernte Chinese Po-Han wird dennoch zu einem Freund; sein einziger anderer Freund an Bord ist der Matrose „Frenchy“ Burgoyne. Der Rest der Besatzung steht dem eher introvertierten Holman skeptisch, teilweise sogar ablehnend gegenüber. Später gewinnt Holman die Liebe der jungen Lehrerin Shirley Eckert, die er bei der Anreise auf einem Flussdampfer kennengelernt hat. Diese ist zusammen mit dem Missionar Jameson unterwegs, um eine Schule für Chinesen aufzubauen und so zur Völkerverständigung beizutragen.
Für Teile der chinesischen Bevölkerung ist das Kanonenboot eine Provokation. Als Po-Han bei einem Landgang von einem Mob vor den Augen der Besatzung am Flussufer zu Tode gefoltert zu werden droht, erschießt ihn Holman vom Boot aus mit einem Gewehr, um ihm die Qualen zu ersparen. Damit handelt er gegen den Befehl des Kommandanten Collins, der eine Eskalation befürchtet hat, die aber ausbleibt.
Frenchy hat unterdessen eine chinesische Freundin namens Maily, die er vor der Prostitution rettet und später – gegen die Marine-Vorschriften – zur Frau nimmt. Als die San Pablo den Winter über vor Anker liegt, schwimmt er heimlich mehrfach im eisigen Wasser an Land, um sie zu besuchen. In Mailys Wohnung stirbt er in der Folge an einer Lungenentzündung, worauf diese von chinesischen Nationalisten ermordet und der Mord Holman in die Schuhe geschoben wird. Die aufgebrachte Bevölkerung verlangt daraufhin dessen Auslieferung, was der Kommandant der San Pablo jedoch ablehnt. Um eine Enterung des Kanonenboots zu verhindern, befiehlt er, Warnschüsse auf die sich nähernden Boote abzugeben. Die gegen Holman eingestellte Besatzung sieht jedoch eine Chance, den ungeliebten Schiffskameraden auf diese Weise loszuwerden, und verweigert die Ausführung. Schließlich muss der Kommandant selbst die Schüsse abgeben, worauf zwar die bedrohliche Situation abgewendet wird, er selbst sieht sich jedoch – erschüttert von der meuterischen Haltung seiner Untergebenen – zutiefst in seiner Offiziersehre gekränkt und überlegt, Selbstmord zu begehen.
Als die Situation entlang des Yangtse eskaliert und es zu Gewalttaten gegen US-Bürger kommt, ergeht Befehl an das Kanonenboot, sich für einen Einsatz bereitzumachen. Durch diese Entwicklung sieht der Kommandant eine Möglichkeit gekommen, seine Ehre durch einen erfolgreichen Einsatz wiederherzustellen. In vorauseilendem Gehorsam plant er selbstständig einen Kampfeinsatz, um den bereits zuvor begleiteten gefährdeten Missionar Jameson und die Lehrerin Shirley Eckert zu evakuieren. Auf dem Weg dorthin durchbricht die San Pablo in einem blutigen Gefecht eine militärische Flussabsperrung. In Notwehr versetzt Holman dabei einem jungen Chinesen einen tödlichen Hieb, den er entsetzt als einen der hoffnungsvollsten Schüler seiner Freundin Shirley wiedererkennt.
In der Missionsstation angekommen, verweigert Jameson energisch seine Evakuierung – aus seiner Sicht ist die Eskalation der Lage allein der Überheblichkeit der Westmächte geschuldet, die er im Einsatz des Kanonenboots auf dem Yangtse verkörpert sieht. Als dann chinesische Truppen in die Missionsstation eindringen, eröffnen sie das Feuer, wobei Jameson als erster getötet wird. Shirley Eckert ist daraufhin bereit, die Station zu verlassen. Der Kommandant der San Pablo, der noch immer nach einer Möglichkeit sucht, durch persönlichen Einsatz die Scharte der Meuterei auszuwetzen, fällt bei dem Versuch, dem Rückzug der übrigen Gruppe Deckung zu geben. Holman verbleibt daraufhin allein in der Missionsstation und hält die nachdrängenden Chinesen lange genug auf, damit der Rest der Landungsgruppe und insbesondere seine Freundin Eckert das rettende Kanonenboot erreichen können, findet dabei jedoch ebenfalls den Tod.

## Hintergrund
Der Autor des Romans, McKenna, diente selbst 1936 in der US-Navy auf Patrouillenbooten in China (sie sollten US-Eigentum und US-Bürger schützen). Es gab aber nie Zusammenstöße zwischen den USA und China. Allerdings kam es während des Zweiten Japanisch-Chinesischen Krieges, als US-Bürger bereits aus China evakuiert waren, am 12. Dezember 1937 zu einem Angriff der Japaner auf die Panay, die sich auf dem Jangtse bei Nanjing befand. Das Schiff sank, und drei Mann wurden getötet. Die Japaner behaupteten, die US-Flagge nicht gesehen zu haben, und zahlten später Entschädigungen.
Mit den Vorbereitungen für den Film verbrachte Wise vier Jahre. Auf Wunsch des Studios filmte er zwischendurch einen seiner größten Erfolge, The Sound of Music.
Hauptfilmort war Taiwan, wo Regenfälle und Erdbeben die Filmarbeiten sehr erschwerten. McQueen war danach so erschöpft, dass er ein Jahr mit dem Filmen aussetzte.

## Kritik
Der film-dienst bezeichnete Kanonenboot am Yangtse-Kiang als eine „technisch perfekte, eindrucksvolle Großproduktion mit guten Schauspielern“. Keine so gute Meinung von dem Streifen hat der Evangelische Film-Beobachter. Dessen Fazit lautet: „Betonung der äußeren Handlung und das fatalistische Ende stempeln das großräumige Leinwandepos zu einem mit tragischem Schicksal angereicherten Abenteuer von unklarer Gesinnung. Für Erwachsene, doch nicht sonderlich interessant.“
… Noch deutlicher als Richard Brooks in seinem Western „The Professionals“ kommentiert Robert Wise in diesem Film den Einsatz der USA in Vietnam. Brooks zog die Berechtigung der amerikanischen Sendung in der Welt in Zweifel, indem er seine Profis ein Mädchen aus den Händen eines mexikanischen Revolutionärs befreien ließ, das gar nicht befreit werden wollte. Wise stellt ihr Scheitern dar: Die USS San Pablo, das Kanonenboot, patrouilliert auf dem Yangtse-Kiang, um in den ausbrechenden innerchinesischen Wirren das Leben amerikanischer Staatsangehöriger zu schützen, die in den Missionen entlang des Flusses arbeiten. Sie erreicht das Gegenteil: Weil sie sich in ein Gefecht mit aufständischen Chinesen einläßt, das die halbe Besatzung das Leben kostet, wird der Missionar, den sie retten wollte, erschossen.
Die Zeit vom 7. April 1967
… Der imposante Action-Film, mit Rühr-Romanzen, grellen Greueln und martialischer Dramatik verschnitten, führt unter Deck frappante Ladung: Er setzt Zweifel in Amerikas Kanonenboot-Politik – vor 40 Jahren wie heute in Vietnam. Denn der Regisseur Robert Wise („Meine Lieder – meine Träume“) legt seinen Landsleuten dar, daß die Chinesen (Vietnamesen), ewiger Fremdherrschaft überdrüssig, zu Recht revoltieren: „Was würden Sie sagen“, spricht eine Missionarin zum US-Matrosen (Steve McQueen), „wenn ein chinesisches Kanonenboot am Mississippi patrouillierte?“ McQueen, als Außenseiter schweigsam, muß zudem merken, daß Heroismus häufig sinnlos ist: Ein blutiges Bravourstück der „San Pablo“ zur Rettung eines Missionars erweist sich als überflüssig – der Gottesmann will bei den Gelben bleiben. Ganz weiß mag Wise die Gelben allerdings nicht waschen – die Roten unter ihnen ertappt er sogar beim Massakrieren eines armen Teufels. Die Nationalen des Generalissimus Tschiang Kai-schek hingegen handeln tapfer, aber nobel …
Zweifel unter Deck, in: Der Spiegel vom 3. April 1967

## Auszeichnungen
Der Film brachte Steve McQueen seine einzige Oscar-Nominierung ein. Insgesamt wurde der Film für acht Oscars nominiert. Richard Attenborough gewann 1967 einen Golden Globe als bester Nebendarsteller.